# Пагурці
Па́гурці — село в Україні, в Уланівській сільській громаді Хмільницького району Вінницької області. Населення становить 604 особи.
Через село протікає річка Снивода, у яку в межах села впадає річка Витхла.

## Видатні уродженці
- Слободянюк Василь Іванович — український художник.